# Communauté de communes du Pays d'Écouves
La communauté de communes du Pays d'Écouves est  une ancienne communauté de communes française, située dans le département de l'Orne et la région Basse-Normandie.

## Histoire
La communauté de communes intègre le 1er janvier 2002 la communauté de communes du Pays de Sées, qui fédérait 5 communes. Ces territoires font depuis 2013 partie de la communauté de communes des Sources de l'Orne.  

## Composition
La communauté de communes du Pays d'Écouves regroupait sept communes du canton de Sées :
1. Belfonds
2. Le Bouillon
3. La Chapelle-près-Sées
4. La Ferrière-Béchet
5. Saint-Gervais-du-Perron
6. Saint-Hilaire-la-Gérard
7. Tanville